# Міддлтаун (округ Делавер, Нью-Йорк)
Міддлтаун (англ. Middletown) — місто (англ. town) в США, в окрузі Делавер штату Нью-Йорк. Населення — 3336 осіб (2020).

## Демографія
Згідно з переписом 2010 року, у місті мешкало 3750 осіб у 1705 домогосподарствах у складі 969 родин. Було 3229 помешкань
Расовий склад населення:
| - 90,8 % — білих - 1,5 % — азіатів - 0,8 % — чорних або афроамериканців - 0,7 % — корінних американців - 0,1 % — вихідців з тихоокеанських островів - 4,6 % — осіб інших рас |

До двох чи більше рас належало 1,6 %. Частка іспаномовних становила 8,4 % від усіх жителів.
За віковим діапазоном населення розподілялося таким чином: 17,8 % — особи молодші 18 років, 57,5 % — особи у віці 18—64 років, 24,7 % — особи у віці 65 років та старші. Медіана віку мешканця становила 50,4 року. На 100 осіб жіночої статі у місті припадало 96,7 чоловіків;  на 100 жінок у віці від 18 років та старших — 96,4 чоловіків також старших 18 років.
Середній дохід на одне домашнє господарство  становив 60 165 доларів США (медіана — 45 326), а середній дохід на одну сім'ю — 74 340 доларів (медіана — 65 313). Медіана доходів становила 57 813 долари для чоловіків та 35 257 доларів для жінок. За межею бідності перебувало 12,3 % осіб, у тому числі 15,3 % дітей у віці до 18 років та 7,4 % осіб у віці 65 років та старших.
Цивільне працевлаштоване населення становило 1491 особа. Основні галузі зайнятості: освіта, охорона здоров'я та соціальна допомога — 20,1 %, мистецтво, розваги та відпочинок — 18,7 %, роздрібна торгівля — 15,6 %.